# Ali ibn Isa al-Asturlabi
Ali ibn Isa al-Asturlabi (arapski: علي بن عيسى الأسطرلابي ʿAli ibn ʿIsa al-Asṭurlabi) bio je arapsko-persijski astronom iz 9. veka. Poznat je kao autor traktata o astrolabu i žestoki protivnik astrologije, a najpoznatiji je po tome što je godine 827. zajedno s Halidom ibn Abdul-Malekom izračunao obim Zemlje na ekvatoru.

## Literatura
- Bolt, Marvin (2007). Bolt, Marvin;  . (2007). „ʿAlī ibn ʿĪsā al‐Asṭurlābī”.  Ур.: Thomas Hockey. The Biographical Encyclopedia of Astronomers. New York: Springer. стр. 34. ISBN 9780387310220. (PDF version)